# Toyemia
Toyemia è un genere estinto di pesci ossei appartenente alla famiglia Evenkiidae e all’ordine Scanilepiformes, vissuto nel Permiano superiore in quella che oggi è la Russia europea. 

## Descrizione
Il genere Toyemia comprende piccoli pesci dal corpo allungato, con le pinne anale e dorsale poste molto posteriormente e direttamente opposte tra loro. Il peduncolo caudale è breve e non sono state osservate scaglie fulcrali. Le ossa del tetto cranico mostrano ornamentazioni costituite da creste lunghe e distanziate. Il rivestimento di scaglie è costituito da grandi scaglie ornate da rilievi, solchi e piccole fossette.

### Microstruttura delle scaglie
Le scaglie e i lepidotrichi di Toyemia mostrano somiglianze generali con le scaglie ganoidi di tipo paleoniscoide tipiche di molti Actinopterygii del Paleozoico, ma se ne distinguono per diverse caratteristiche morfologiche.
L’architettura del sistema vascolare delle scaglie è particolarmente complessa: i canali più larghi sono localizzati all’interno dello strato osseo e formano un intricato pattern tridimensionale, mentre quelli più sottili sono situati al confine tra gli strati osseo e dentinale. Questi canali, generalmente circondati da dentina ma posizionati nella parte più basale degli odontodi, creano una rete regolare soprattutto nelle porzioni posteriori e ventrali delle scaglie. 
A differenza della maggior parte degli attinotterigi basali, dove i canali vascolari si trovano solo sotto le creste ornamentali del campo libero, in Toyemia i canali vascolari larghi e sinuosi attraversano anche il campo depresso, aprendo alla sua superficie in ampi pori. Ulteriori caratteristiche notevoli includono: canali vascolari racchiusi in strati ossei concentrici simili a osteoni, circondati da numerose lacune osteocitarie; presenza di veri osteoni secondari; forma degli elementi articolari; ornamentazione del campo libero con rilievi concentrici.
Questi tratti microstrutturali supportano l’inclusione di Toyemia all’interno dell’ordine Scanilepiformes, in particolare nella famiglia Evenkiidae, condividendo forti affinità con forme triassiche dello stesso gruppo. Un'altra struttura enigmatica osservata nelle scaglie di Toyemia è costituita da fibre di collagene intrecciate disposte in una struttura circolare, paragonabile all’elasmodina dei Polypteridae. Per molti aspetti, le scaglie di Toyemia sembrano rappresentare una condizione ancestrale del tipo politteroide.

## Tassonomia
Il genere Toyemia fu descritto per la prima volta nel 1990. I fossili di Toyemia sono diffusi in numerosi giacimenti a pesci d'acqua dolce del Permiano superiore della Russia europea. Fossili attribuiti al genere sono stati ritrovati in numerose località, in particolare nella Formazione di Kutuluk nella regione di Orenburg.
Il genere comprende due specie riconosciute: la specie tipo, Toyemia tverdochlebovi, e Toyemia blumentalis, descritta nel 2009. Questa specie si distingue dalla specie tipo per un’ornamentazione complessa del campo libero delle scaglie.

## Paleoecologia
Le caratteristiche anatomiche e la disposizione delle pinne indicano che Toyemia fosse un piccolo nuotatore attivo, probabilmente adattato ad ambienti d'acqua dolce come fiumi o laghi. La complessa struttura delle scaglie suggerisce un’evoluzione verso soluzioni idrodinamiche avanzate.